# Institut agro Montpellier
L'Institut Agro Montpellier est une école de l'Institut Agro, au même titre que l'Institut Agro Rennes-Angers et l'Institut Agro Dijon. L'établissement a été créé en 2020 et prend la suite de l'école qui portait auparavant le nom Montpellier SupAgro. L'histoire de cet établissement remonte au milieu du XIXe siècle.
L'école, avec ses trois campus, forme des ingénieurs spécialisés en agroalimentaire, en agronomie, en paysage, en viticulture et en horticulture.

## Histoire

### L'agronomie démarre à la Saulsaie
L'école d'agronomie de Montpellier est héritière de l'Institut agricole de la Saulsaie, qui était une école régionale d'agriculture spécialisée dans le drainage des espaces marécageux pour les rendre cultivables. L'école de Montpellier est créée au milieu du XIXe siècle, à la suite de la fermeture de l'école de la Saulsaie.

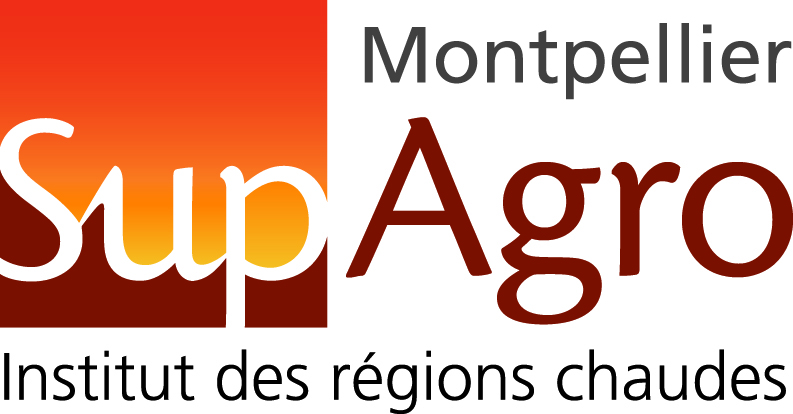
Ancien logo de l'Institut des régions chaudes

### Évolutions successives
À la suite de la création de l'INRA en 1946, l'École nationale d'agriculture devient en 1960 l'ENSAM (École nationale supérieure agronomique de Montpellier) et délivre le diplôme d'Ingénieur agronome. Puis le 1er janvier 2007, le Centre international d'études supérieures en sciences agronomiques devient grand établissement . Montpellier SupAgro est renommé Institut national d'études supérieures agronomiques de Montpellier en 2015.
L'établissement ainsi créé résulte de la fusion de quatre établissements, à savoir l'École nationale supérieure agronomique de Montpellier, le Centre national d'études agronomiques des régions chaudes (CNEARC), la Section des industries agroalimentaires pour les régions chaudes (SIARC), l'un des deux campus de l'École nationale supérieure des industries agricoles et alimentaires (ENSIA) et le Centre d'expérimentation pédagogique de Florac (CEP).

### L'Institut Agro Montpellier
L'institut Agro est créé en 2019 et englobe plusieurs écoles dont Montpellier, Rennes, Angers et Dijon. C'est pourquoi l'établissement prend le nom de Institut Agro Montpellier.